# Zikri
Zikri (arabiska: ذكرى) är en gren av islam koncentrerad i sydvästra Balochistan i Pakistan. De utgör den religiösa majoriteten i distriktet Gwadar i Balochistan. Grupper återfinns även i distriktet Makran, i staden Karachi och i provinsen Sindh i Pakistan samt i Iran. Namnet kommer av det sydasiatiska uttalet av dhikr, vilket förknippas med sufismen. Zikri ses som en kättersk rörelse av den islamska huvudfåran, då den avviker från den senare på flera punkter: innehållet i bönen avviker från salah och i stället för hajj förrättas en pilgrimsfärd (ziyarat) till helgedomen Koh-e-Murad i staden Turbat i Balochistan.